# Savegame
Als Savegame (engl. etwa „Gespeichertes Spiel“, aus save ‚sichern‘, ‚speichern‘ und game ‚Spiel‘) wird in Computerspielen ein vom Spieler oder Programm aufgezeichneter Spielstand bezeichnet. Dieser kann geladen werden, beispielsweise wenn die Spielfigur beziehungsweise der Avatar stirbt oder eine Mission fehlschlägt. Savegames sind Dateien, die auf einem Speichermedium (Festplatte, Speicherkarte) gespeichert werden. Hierbei werden platzsparend statt aller Aktionen des Spielers lediglich spielrelevante Parameter wie etwa die Position des Avatars oder bei Rollenspielen das Inventar codiert abgespeichert, die beim Laden vom Spiel so interpretiert werden, dass das Spiel exakt so aussieht wie beim Abspeichern. Häufig werden zum eigentlichen Savegame auch das dazugehörige Datum mit Uhrzeit und die im Spiel verstrichene Zeit abgespeichert, damit es einfacher wird, das aktuelle Savegame zu finden. Savegames werden fast ausschließlich in Einzelspieler-Spielen eingesetzt, da Mehrspieler-Partien meist am Stück stattfinden. Allerdings gibt es hier Ausnahmen, so ist es z. B. im Echtzeit-Strategie-Bereich mittlerweile üblich, Mehrspieler-Gefechte abspeichern und somit unterbrechen zu können, wovon vor allem auf LAN-Partys oftmals Gebrauch gemacht wird. In jüngerer Zeit (etwa seit Beginn des 21. Jahrhunderts), wird in vielen Spielen zu jedem Speicherpunkt zusätzlich ein (verkleinerter) Screenshot (auch Thumbnail genannt) des Spielstands abgespeichert, damit sich der Spieler beim Auswählen des zu ladenden Savegames besser orientieren kann, von wo er das Spiel fortsetzen möchte.
Generell unterscheidet man zwischen zwei Arten von Savegames, deren Vor- und Nachteile immer wieder für kontroverse Debatten zwischen Spielern und bei der Bewertung eines Spiels etwa durch eine Computerspielezeitschrift auch zwischen Redakteuren sorgen.

## Festgelegte Speicherpunkte
Bei der Methode der festgelegten Speicherpunkte kann nur an ganz bestimmten Stellen im Spiel gespeichert werden, etwa vor einem besonders schwierigen Gefecht (sog. Boss-Kampf) oder in Rollenspielen in der Hauptstadt. Diese Methode ist die ältere und umstrittenere der beiden Methoden. Viele Spieler und Fachjournalisten kritisieren, dass durch diese Methode die Spieldauer künstlich gestreckt und Frust auf Seiten des Spielers gefördert werde, etwa wenn eine Stelle sehr häufig gespielt werden muss, da innerhalb nicht gespeichert werden darf. Diese Kritik gilt besonders, wenn die Speicherpunkte zu weit voneinander entfernt liegen oder ungünstig verteilt sind. Befürworter dieser Methode nennen häufig das Argument, durch festgelegte Speicherpunkte steige der Nervenkitzel im Spiel, da der virtuelle Tod härtere Folgen hat. Festgelegte Speicherpunkte werden in allen Konsolenspielen und somit auch in vielen Multi-Plattform-Titeln verwendet. Durch ihre Videospiel-Herkunft sind die Hauptgenres, in denen festgelegte Speicherpunkte eingesetzt werden, Action-Adventures (etwa die GTA-Reihe), Jump ’n’ Runs und Rennspiele (etwa die Need-for-Speed-Reihe).
Sog. „Autosaves“ (englisch Wortschöpfung entweder aus „automatically“ [automatisch, Adverb] und „to save“ oder aus „automatical“ [automatisch, Adjektiv] und „Savegame“; etwa: „automatischer Speicherpunkt“) werden vom Spiel automatisch an bestimmten Stellen angelegt. Diese ähneln dem Prinzip der festgelegten Speicherpunkte und werden häufig zu Beginn eines neuen Spielabschnitts oder an besonders schwierig zu meisternden Stellen angelegt. Eine Abschwächung dieses Prinzips sind Savepoints oder Checkpoints. Hierbei wird lediglich im Speicher des Rechners oder der Konsole ein Spielstand festgehalten, der nach dem Tod der Spielfigur oder nach dem Scheitern einer Mission, wiederhergestellt wird. Wird das Spiel aber beendet, ist dieser Spielstand verloren und die gestellte Aufgabe muss komplett wiederholt werden.

## Freies Speichern
Bei der Methode des freien Speicherns kann der Spieler oder das Programm zu jedem beliebigen Zeitpunkt im Spiel (ausgenommen sind hierbei oftmals aus technischen Gründen Cutscenes und gerenderte Videosequenzen) den Spielstand abspeichern. Der größte Unterschied liegt darin, dass schwere Sequenzen leichter zu schaffen sind, da man auch innerhalb von Boss-Kämpfen (Kampf gegen einen Gegner mit besonders hohem Schwierigkeitsgrad im Vergleich zu anderen Gegnern) oder schwierigen Sprungpassagen speichern kann. Kritiker bemängeln diesen Aspekt, da sie behaupten, das Spiel würde hierdurch langweilig werden. Befürworter der Technologie heben hingegen häufig hervor, dass dem Spieler eine größere Freiheit gelassen werde, und man das Spiel auch kurzzeitig unterbrechen könne, ohne den Spielfortschritt zu verlieren. Es gibt zwei verschiedene Arten von freien Speicherpunkten, die in den meisten Spielen alle zur Verfügung stehen:
- Gewöhnliche Savegames, d. h. der Spieler wechselt zum Abspeichern kurzfristig ins Hauptmenü des Spiels, wählt einen Menüpunkt wie „Speichern“ aus, gibt einen Namen für das Savegame ein (häufig sind auch vom Spiel vorab generierte Namen, die aus Parametern wie Level-Name oder Uhrzeit bestehen) und speichert das Spiel auf der Festplatte ab. Diese abgespeicherten Spiele müssen in der Regel nicht überschrieben werden, dies ist aber möglich. In manchen Spielen (hauptsächlich ältere oder Multi-Plattform-Titel) steht nur eine begrenzte Anzahl an solchen Savegames zur Verfügung, die nach einer gewissen Zeit überschrieben werden müssen.
- Sog. „Quicksaves“ (englisch Wortschöpfung aus „quick“ [schnell] und „Savegame“ bzw. „to save“, etwa: „Schnellspeicherung“), d. h. der Spieler kann ohne Verlassen des eigentlichen Spiels den Spielstand schnellspeichern. Dafür ist im Spiel eine bestimmte Taste (häufig die F5-Taste) vorgesehen. Ein Quicksave kann sowohl über eine sog. „Quickload“ (englisch Wortschöpfung aus „quick“ und „to load“ [laden]: „schnellladen“) -Funktion schnellgeladen werden als auch über das Lademenü des Spiels. Für das Schnellladen ist häufig die Taste F9 vorgesehen. Es gibt oft nur 1–2 Speicher-Slots für Quicksaves, d. h. diese werden schnell überschrieben. Quicksaves sind besonders für das Speichern während eines Boss-Kampfes vorgesehen und werden daher am häufigsten in Ego-Shootern verwendet.

## Entwicklersicht
Die Bequemlichkeit für den Spieler steht im Gegensatz zum Entwicklungsaufwand. Festgelegte Speicherpunkte haben den Vorteil, dass das Spiel sich in einem bestimmten Zustand befindet und daher wenige Details gespeichert werden müssen. Freie Speicherpunkte bedeuten, dass viele Details gespeichert werden müssen. Beispielsweise müssen in festgelegten Speicherpunkten nicht die Position der Gegner oder der Zustand der Spielwelt gespeichert werden. In freien Speicherpunkten müsste dies erfolgen, da der Spieler sich sonst aus einer kniffligen Lage einfach durch das Speichern und Laden des Spiels befreien könnte.

## Typische technische Umsetzungen bei Spielkonsolen

### Anfänge
Bei Spielkonsolen gab es anfangs keine Möglichkeit der Speicherung von Spielständen. Meist waren die Spiele auch nicht für eine längere Spieldauer gedacht, da sie häufig Portierungen bekannter Arcade-Spiele waren. Bei Ausschalten des Gerätes ging der Spielstand verloren.
Bei manchen Spielen konnte über eine bestimmte Zeichenfolge – meist als Passwort bezeichnet –, die nach einem geschafften Spielabschnitt oder einem Game Over ausgegeben wurde, das Spiel am Beginn des aktuellen Spielabschnitts fortgesetzt werden, wenn man diese wieder eingab. In der Regel enthielt das Passwort in verschlüsselter Form auch weitere Informationen, etwa über den Munitionsvorrat oder bereits erworbene Fähigkeiten der Spielfigur.
Bei einigen Produktionen blieb diese Methode bis in die GBA-Ära erhalten, da man sich hierbei die Kosten für Speicherbausteine in den Modulen sparen konnte. Auch durch Portierung oder Emulation älterer Spiele, wie etwa bei der NES-Classics-Reihe auf dem GBA oder der Virtual Console auf aktuellen Konsolen des Herstellers Nintendo, wird dieses Prinzip bis in die heutige Zeit angewandt.
Eher wenige frühe Konsolenspiele setzten auf magnetische Speichermethoden, welche in der Regel denen ähnelten, wie sie zur selben Zeit auch bei Homecomputern üblich waren. Ein bekannteres Beispiel hierfür ist das Famicom Disk System.

### SRAM

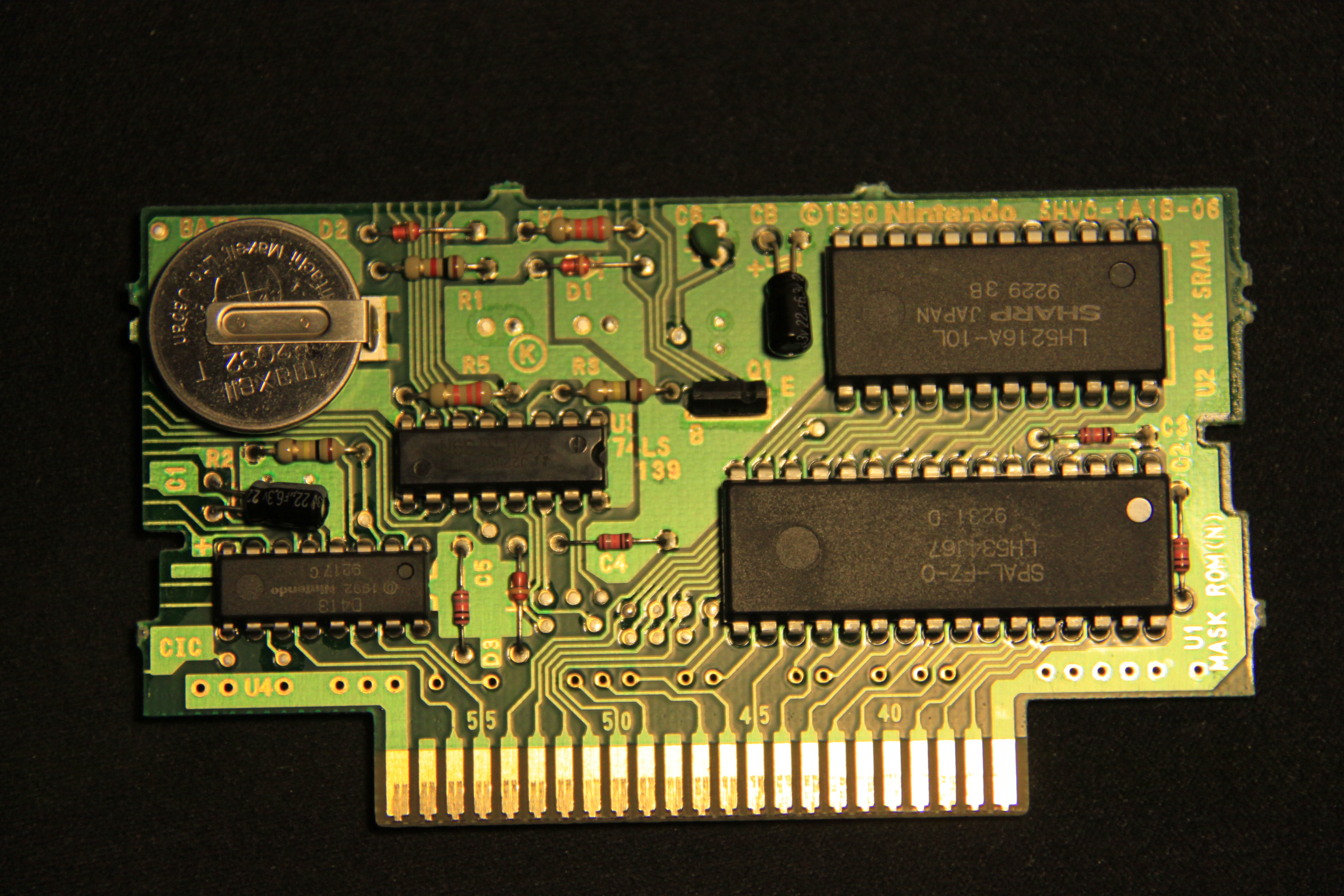
Platine eines SNES-Spiels. Der SRAM-Baustein befindet sich rechts oben über dem etwas größeren ROM, welcher das eigentliche Spiel beinhaltet. Die Knopfzelle zur Spannungsversorgung des SRAM befindet sich links oben.

Später gab es, etwa bei den SNES-Spielen, die ersten persistenten Möglichkeiten der Datenspeicherung ohne magnetischer Datenträger. Im Steckmodul ist hierzu häufig ein SRAM-Baustein enthalten, der über eine Knopfzelle mit Spannung versorgt wird. Da es sich bei SRAM um flüchtigen Speicher handelt, gehen bei Unterbrechung der Spannungsversorgung – etwa weil das Lebensende der Knopfzelle erreicht ist – die Speicherdaten verloren.

### EEPROM

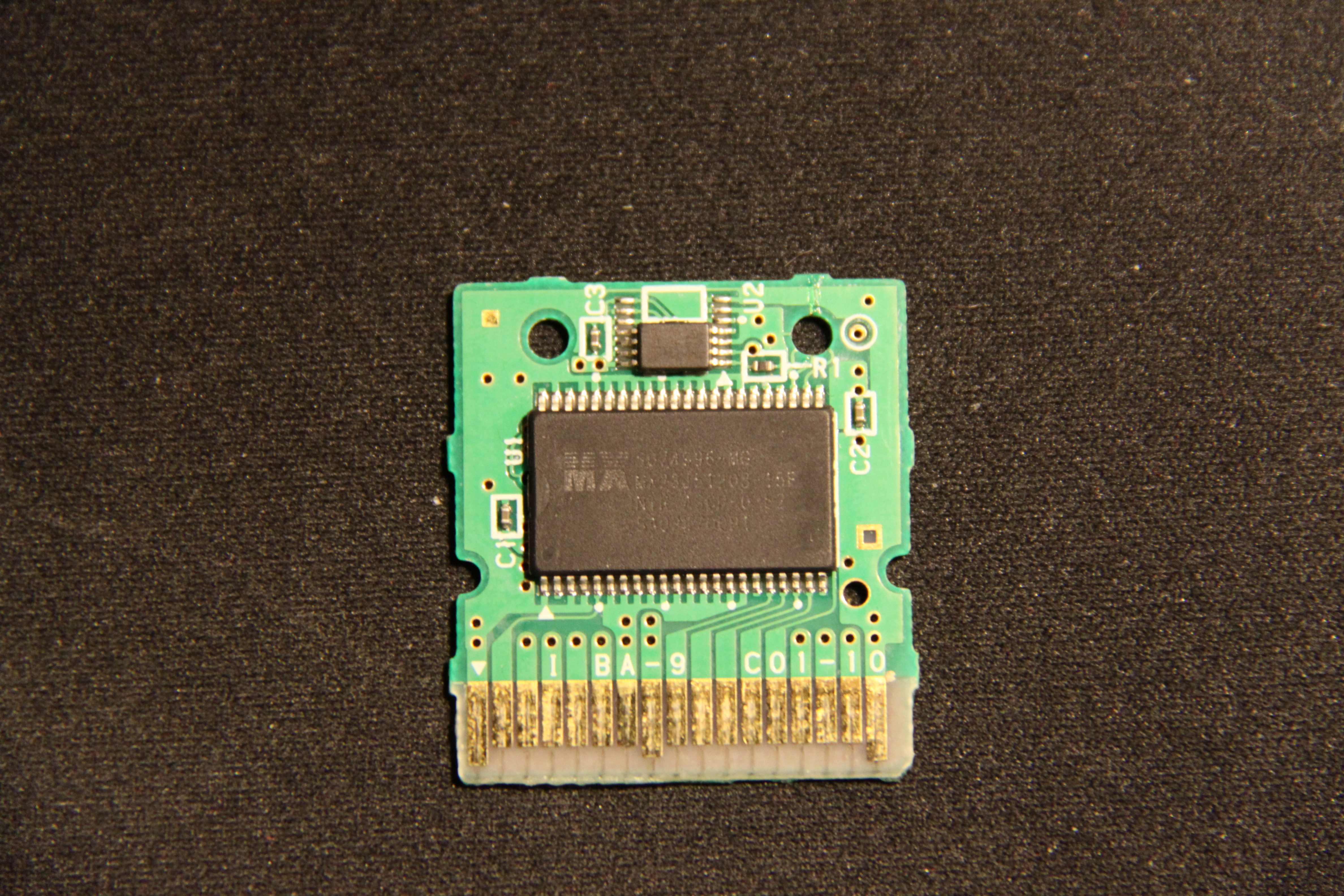
Platine aus dem Nintendo-DS-Spiel "SONIC RUSH". Bei dem kleineren Baustein über dem größeren ROM, welcher das eigentliche Spiel beinhaltet, handelt es sich um den EEPROM, in welchem sich das Savegame befindet.

Mit dem Fortschritt der Technik etablierten sich EEPROM-Bausteine zur Speicherung der Daten. Diese erfüllen zwar dieselbe Funktion wie SRAM-Bausteine, sind jedoch nicht auf eine konstante Spannungsversorgung angewiesen, wodurch die zuvor notwendige Knopfzelle wegfällt. Knopfzellen waren nun nur noch nötig, wenn das Modul etwa eine Echtzeituhr beinhaltete, um deren Spannungsversorgung sicherzustellen. Anfangs wurden EEPROMs nur bei Spielen eingesetzt, welche lediglich geringe Datenmengen speicherten, jedoch stieg man später auch für größere Datenmengen auf EEPROMs um. Auch die bei den Disk-basierten Konsolen der 4. bis 6. Generation üblichen Memory Cards basierten in der Regel auf EEPROM-Technik, selten jedoch auch auf SRAM-Technik.

### Flash-Speicher und Festplatten
Bei heutigen Konsolen findet die Speicherung meist auf Flash-Speicher – einer Unterordnung der EEPROMs – oder Festplatten statt, welche in der Regel gleichzeitig als Festspeicher der Konsolen dienen und auch deren Betriebssystem, Anwendungen und – je nach Kapazität – bis hin zu ganzen Videospielen und DLC enthalten können. Diese Kapazität reicht von 512 MB (Flash-Speicher der Nintendo Wii-Konsole) bis hin zu 2 TB (größte bislang erhältliche Festplatte, welche sich in einer Playstation-4-Konsole betreiben ließe). In einigen Fällen wird jedoch für geringere Datenmengen bei Handheld-Konsolen – etwa bei vielen Nintendo 3DS Cartridges – bis heute auf klassische EEPROMs gesetzt.

### Serverseitig
Bei einigen Systemen, wie dem PlayStation Network oder Xbox Live, können die Savegames auch in der Cloud abgespeichert werden.

## Typische technische Umsetzungen bei PCs

### Lokale Festplatte
Bei den meisten PC-Spielen werden die Spielstände auf der lokalen Festplatte abgelegt, gewöhnlich im Installationsverzeichnis des Spiels oder im jeweiligen Windows-Benutzerprofil.

### Serverseitig
Einige Spiele bieten in Valves Vertriebsplattform Steam die Möglichkeit, Savegames in der Cloud zu speichern. Auch EA denkt beim eigenen Onlineservice Origin über diese Funktion nach.

## Typische technische Umsetzungen bei Homecomputern
Die Spielstände konnten meist mittels einer Datasette auf herkömmlichen Compact Cassetten und später auf Disketten gespeichert werden. Aber auch hier gab es die Zeichenfolge-Version. Oft konnten die Spielstände manipuliert oder von einer Zeitschrift abgelesen werden (Cheat).